# Бейкер, Кит (музыкант)
Кит Бе́йкер (англ. Keith Baker; род. 14 апреля 1948, Бирмингем, Англия) — британский барабанщик, известный по участию в группах Supertramp и Uriah Heep.

## Биография
Играл в группе Bakerloo, записав в её составе единственный одноимённый альбом, вышедший в 1969 году.
В конце 1969 года вошёл в первый состав группы Supertramp (первоначально группа носила название Daddy), однако на записи дебютного альбома этой группы он не участвовал, покинув Supertramp elt в начале 1970 года.
В мае 1970 года становится участником Uriah Heep, заменив Найджела Олссона. С Бейкером группа отправились на рок-фестиваль в Гамбург.
В октябре-ноябре 1970 г. с ним был записан второй альбом Uriah Heep «Salisbury», который вышел в феврале 1971 г.
Однако, к этому времени Кита Бэйкера в группе уже не было, поскольку он не хотел вести интенсивную гастрольную деятельность.
Он также играл с Би-Джей Коулом и Карлой Рагг.
Бейкер также играл на бас-гитаре.
Впоследствии с экс-басистом Uriah Heep Полом Ньютоном и гитаристом Дэйвом Билом создал группу под названием «Off The Cuff».